# Centrale hydroélectrique d'Ayago
 (décembre 2020).
La centrale hydroélectrique d'Ayago, ou centrale électrique d'Ayago, est un projet ougandais de centrale hydroélectrique de 840 mégawatts. Si elle est construite, la centrale d'Ayago serait la centrale hydroélectrique la plus puissante d'Ouganda.

## Emplacement
La centrale sera située dans le nord de l'Ouganda, à Ayago, sur le Nil Victoria, dans le district de Nwoya (sous-région Acholi). Cet emplacement est proche du point confluent de la rivière Ayago dans le Nil Victoria, dans les limites du Parc national Murchison Falls.

## Aperçu
La centrale électrique d'Ayago est une proposition de centrale hydroélectrique de 840 mégawatts qui sera construite sur le Nil Victoria, en aval de la centrale électrique de Karuma, mais en amont de Murchison Falls. Le projet sera développé en deux phases simultanées, connues sous le nom d'Ayago North (capacité estimée de 450 MW) et Ayago South (capacité estimée de 390 MW). La centrale électrique d'Ayago est l'un des trois projets hydroélectriques destinés à un développement immédiat, avec la centrale électrique de Karuma (600 MW) et la centrale électrique d'Isimba (183 MW), pour atténuer les pénuries d'électricité chroniques et récalcitrantes qui sévissent en Ouganda depuis les années 1990, et pour répondre aux besoins nationaux prévus de 1 130 MW en 2023.

## Histoire du projet
L'entreprise publique indienne d'énergie et de fabrication, BHEL, avait proposé projet à environ 350 millions de dollars en 2007 pour une capacité prévue de 200 MW à 300 MW, en 2007.
En 2008, le gouvernement du Japon, par l'intermédiaire de l'Agence japonaise de coopération internationale (JICA), en collaboration avec le gouvernement ougandais, a entamé de nouvelles préparations pour de nouvelles études d'impact sur l'environnement, un appel d'offres international pour un entrepreneur et un engagement en tant que principale source de financement du projet.
Le projet est repensé pour atteindre une puissance installée de 600 MW.
En avril 2013, le gouvernement ougandais a attribué le contrat de construction de 1,9 milliard de dollars américains à Mapa Construction and Trading Company Inc., une société de construction d'infrastructures turque. Cependant, en août 2013, cette attribution a été annulée et le contrat de construction a été attribué à China Gezhouba Construction Company. On prévoit que la construction débuterait en 2020 et durerait environ 66 mois.
En 2019 le projet est augmenté à 840 MW et prévoit l'installation de 12 turbines de 70MW,.

## Les coûts de construction
En 2019, avec un projet de centrale à 840 MW, les pouvoir publics ougandais ont manifesté la volonté de continuer le projet et de lancer sa construction. Cependant, le financement est incertain car le gouvernement ougandais ne semble pas avoir les fonds nécessaires tandis que les groupes Mapa et Gezhouba ont abandonné le projet.
En février 2020, le conglomérat chinois Power China (appartenant à l'État Chinois) s'est porté candidat à l'ERA pour s'occuper du design, de la construction, du financement et des opérations et de la maintenance de la centrale d'Ayago avec une contribution de 1,4 milliard de dollars.